# Marienbad Film Festival
Marienbad Film Festival (také jen Marienbad) je mezinárodní filmový festival pořádaný v Mariánských Lázních v okrese Cheb od roku 2016. Zaměřuje se na nezávislé, umělecké filmy experimentálního charakteru.
Cílem je přiblížit publiku experimentální film a poskytnout kvalitní zázemí pro jeho prezentaci, prostor pro diskusi mezi tvůrci a publikem a představení jak tuzemské, tak zahraniční tvorby skrze možnost přihlášení vlastního snímku do přehlídky.
Festival vznikl jako touha obnovit tradici Mariánských Lázní jako města, které hostuje filmové události. Ředitelkou festivalu je Zuzana Stejskalová.